# Dúbrava (district de Levoča)
Pour les articles homonymes, voir Dúbrava.
Dúbrava (allemand : Eichendorf, Dubrawetz, Dubrawitz ,hongrois : Szepestölgyes) est un village de Slovaquie situé dans la région de Prešov.

## Histoire
Première mention écrite du village en 1293.

## Démographie

### Évolution de la population
| Année:               | 1994. | 2004.   | 2014.    | 2024.   |
| -------------------- | ----- | ------- | -------- | ------- |
| Nombre de personnes: | 337   | 368     | 330      | 332     |
| Différence:          |       | +9,19 % | -10,32 % | +0,60 % |

| Année:               | 2023. | 2024.   |
| -------------------- | ----- | ------- |
| Nombre de personnes: | 330   | 332     |
| Différence:          |       | +0,60 % |